# 中国民主同盟宁夏回族自治区委员会
中国民主同盟宁夏回族自治区委员会，简称民盟宁夏回族自治区委，是中国民主同盟在宁夏回族自治区的地方组织。